# エストニア共和国 (1918年-1940年)

エストニア共和国
Eesti Vabariik (エストニア語)

国歌: Mu isamaa, mu õnn ja rõõm（エストニア語）
我が故国、我が誇りと喜び

エストニア共和国の位置（1929年）

エストニア共和国（エストニアきょうわこく、エストニア語: Eesti Vabariik）は、ロシア革命中の1918年に独立を宣言した共和国である。第二次世界大戦が起こると、1940年にラトビア・リトアニアとともにソビエト連邦に占領・併合された。